# Хапоель (футбольний клуб, Петах-Тіква)
«Хапоель» Петах-Тіква — ізраїльський футбольний клуб із Петах-Тікви. Клуб засновано у 1934 році. Домашні матчі проводить на стадионі «Га-Мошава».
«Хапоель» є шестиразовим чемпіоном Ізраїлю та дворазовим володарем національного кубка. Клуб брав участь у розіграшах Кубку володарів кубків і Кубку УЄФА, але жодного разу не пробивався далі першого раунду.

## Досягнення
- Чемпіон Ізраїлю (6): 1954/55, 1958/59, 1959/60, 1960/61, 1961/62, 1962/63
- Володар Кубку Ізраїлю (2): 1957, 1992
- Володар Кубку ізраїльської ліги (Кубку Тото) (4): 1986, 1990, 1991, 2005
- Володар Суперкубку Ізраїлю: 1962
- Фіналіст Суперкубка Ізраїлю: 1957

## Відомі гравці
- Віталій Комарницький
- Шломі Арбайтман
- Реувен Атар
- Валід Бадір
- Ран Бен Шимон
- Іцхак Віссокер
- Міхаель Зандберг
- Адорам Кейсі
- Аві Рікан
- Клемі Сабан
- Наум Стельмах
- Зеєв Хаймович
- Алон Хазан
- Армен Шахгельдян
- Єгія Явруян
- Ігор Томашич
- Енеш Демирович
- Ясмін Муйджа
- Адмір Хасанчич
- Ебрима Силла
- Ібрахім Атіку
- Марк Едусей
- Секу Конде
- Августин Сімо
- Бернар Чутанг
- Папі Кімото
- Георг Гебро
- Стасіс Баранаускас
- Ігор Гюзелов
- Томаш Кебула
- Станіслав Дубровін
- Олександр Солоп
- Саїд Макасі
- Іліє Стан
- Ермін Ракович
- Амер Юкан
- Еммануель Матіас
- Кармело Міссіш
- Елвіс Брайкович
- Томислав Ерцег
- Пітер Каргілл

## Відомі тренери
- Аврам Грант
- Урі Мальміліан